# 牧野忠成 (越後長岡藩初代)
牧野 忠成（まきの ただなり）は、安土桃山時代から江戸時代前期にかけての武将・大名。上野国大胡藩の第2代藩主、越後国長峰藩・長岡藩の初代藩主。官位は従四位下・侍従。
戦国武将から近世大名への過渡期の牧野一族とその家臣団を導き、譜代大名の地位を確立した。その結果、越後長岡藩の立藩を果たして、以後250年に及ぶ長岡藩政の礎を築いた。

## 年譜
- 天正9年（1581年）、三河国宝飯郡の牛久保（愛知県豊川市牛久保町）に生まれる。父康成に同じく徳川家康に仕え、その継嗣徳川秀忠に付属する（諱の忠成は秀忠の偏諱拝領という）。
- 慶長5年（1600年）、関ヶ原の戦いに備え、父康成と共に徳川秀忠の軍勢に具奉して上田城の真田氏を攻める。
- 同9年（1604年）、父康成は公事を辞し大胡城に閑居。このため忠成は父の職務を代理する。
- 同10年（1605年）2月29日、徳川秀忠将軍宣下につき上洛。同4月従五位下駿河守叙任。
- 同14年（1609年）12月、父康成死去につき大胡藩2万石の跡式と大胡城を継承（大胡藩第2代藩主）。
- 同19年（1614年）10月、大坂冬の陣に徳川軍五番備にて参陣。
- 同20年（1615年）の大坂夏の陣にも四番備えにて参陣し奮戦、5月8日麾下の壮士等首級27を挙げ、大坂落城に寄与。
- 元和2年（1616年）春、大御所徳川家康死去。忠成は7月に越後国長峰5万石に加増移封、長峰築城。
- 同4年（1618年）3月、同国長岡に6万余石に加増のうえ再転（越後長岡藩立藩）、堀直寄の居城を拡充完成し長岡城とする。
- 同5年（1619年）、広島城主福島正則改易につき花房正成と共に上使を承り、江戸芝愛宕下の福島屋敷にあった正則にその旨を伝え、広島城開城を命ずる文面を正則直筆の墨付きで取る(「御邑古風談」)[2]によると正則は初め自身は腹を切ると言ったが考え直し、「…申し度き事色々之れ有り候様迄も、申す可く候へども今更詮無き事にて候とて、城渡し候へとの墨付き一札を認め」（「…言いたい事はいろいろあるということ位は申し上げるべきですが（家康公が亡くなっては）、今さら詮の無いことでありますから」と言って、「城を渡しなさい」との墨付き一札をしたため）、それを「駿河守殿」（忠成）へ渡したという。また、彼の正妻である昌泉院（忠成の実妹）とその娘を引き取ることを忠成に頼んでいる。その結果、6月19日（旧暦）に無事に開城した。この年、官職名をまた右馬允とする。
- 同6年（1620年）、前年の上使を首尾良く勤めた功により越後国古志郡栃尾に1万石加増。正則夫人は忠成妹だが、徳川家康養女の形で福島家へ入嫁しているので、この1万石を扶養料として加増したという見方もある。「恩栄録」巻の一および「温古の栞」第12篇[2]、併せて7万4千余石となる。
- 同7年（1621年）に念無上人とともに江戸三田台町に浄土宗寺院済海寺を創建し、その開基となる。
- 寛永2年（1625年）10月、領地の朱印状を秀忠より発給された。
- 同7年（1630年）6月、初めて領地長岡に入る。
- 同11年（1634年）7月、徳川家光に具奉して上洛、従四位下侍従に叙任される。
- 承応3年（1654年）、駿河守再任。同年12月16日、江戸屋敷にて死去。享年74。
なお、忠成死去にあたり次の殉死者が出ている。
  - 能勢兵右衛門重信（200石）
  - 渡部七郎左衛門正信（30石）
  - 池田小左衛門成興（300石　池田恒興の甥）

## 葬地
長岡藩領内古志郡栖吉村（現長岡市栖吉町）の曹洞宗普済寺。なお、同寺には牧野忠成の木像が安置されている（同寺は2004年の新潟県中越地震で大被害を受けた。倒壊した牧野忠成墓塔は2006年に復元、本堂も大破したが修復され、木像も残っている）。

## 系譜
子女は5男3女
父母
- 牧野康成（父）
- 鳳樹院 - 酒井忠次の娘（母）

正室
- 永原道真の娘 - はじめ妾であったという。また先室を松平主殿助家忠の女とする説もあるが不詳。

子女
- 牧野光成（長男） 老之助・大和守。生母は正室。父の家督を継がずに寛永14年（1637年）6月22日早世。
- 牧野康成（次男） 初名武成、内膳正。生母は正室。父の領内より与板藩1万石に分出、小諸藩祖。
- 牧野朝成（三男） 通称能登、寛永8年（1631年）12月13日信州上田にて早世。
- 牧野定成（四男） 初名直成、通称播磨。父の領内より6千石分知をうけ直参旗本となる。後の三根山藩祖。
- 牧野忠清（五男） 通称半右衛門、初め父の意向で家老稲垣平助則茂の養嗣子となるも、牧野家に復し徳川家綱の小姓となる。のち兄定成の後嗣となり三根山牧野家を継ぐ。
- 嶺秀院（長女） - 美濃国大垣藩主戸田氏信正室
- 花形院（次女） - 旗本倉橋政勝（内匠助）室
- お吉、迎雲院（三女） - 生母は長谷川氏（側室）。出羽国松山藩主酒井忠恒正室

実弟に牧野秀成と牧野儀成がいる。秀成は、性格が激しい異母兄の忠成に比して温厚で人望が厚かったと云われ、秀成を担ぎ出そうとする勢力が藩内にあり、御家騒動が起こったが、未然に粛清され騒動とはならなかった。また、儀成は新恩をもって旗本に召し出されたもので、越後長岡藩や上野大胡藩の所領を分与して分家として分出させたものではない。儀成の嫡流はのちに改易となったが、庶流の一つが諸侯に大抜擢されて、長岡侯を御本元とした（参照→牧野成貞・牧野忠敬）。

## 逸話

### 抜け駆けの家臣を庇い出奔
慶長5年（1600年）9月、関ヶ原の戦いに参戦すべく徳川秀忠に随従した忠成は、諸将と共に前哨戦として信州上田城に真田昌幸・信繁父子を攻める任にあたる。この時、逃げる城兵の誘いにのって城門内にまで攻め込んだがこれは真田方の巧みな計略であったために大敗してしまった。
その責を問われた大久保忠隣は現場指揮官を切腹させて許されたが、忠成は所属の指揮官の贄掃部を逃して本人も出奔してしまった。父の康成も部下の抜け駆けは戦国の倣いと弁護したため、秀忠の怒りを買い上州吾妻城に蟄居させられた。しかし、戦後数月にして処分は寛恕され、康成・忠成父子は大胡に復帰した。
その後の忠成は秀忠への忠節に励み、この件での禍もなく出世・栄転を得ることになった。

### 牧野秀成の粛清
弟の秀成は通称主水正、江戸の忠成が初めて長岡入りする寛永7年（1630年）までは、長岡に在って兄の留守を守り、家臣に人望があったという。しかし、家臣団の中には武断派と穏健派が秀成の下で派を競う動きがあったともいわれ、忠成の上意により自害させられたとも、誅殺されたとも伝えられる。この出来事との関係性は不詳であるが、寛永14年（1637年）6月6日の彼の死から間もない6月22日に忠成の嫡男光成が急死したことで、その後の牧野家内の継嗣争いに発展した。葬地は栃尾組椿沢（現見附市）の椿沢寺にある。法名は冷光院殿覚了幻心居士。
のちには彌彦神社の旧末社五所宮の五柱の祭神として牧野保成（出羽守）等三柱と共に秀成も祀られていたといい、主祭神大己貴命に加えての牧野家関係者四柱を祀ったのはその怨念を鎮めるためだとも伝えられている。

### 九里惣右衛門御落胤説
忠成は、家臣の新潟代官・九里五郎太夫賢久の妻（あるいは妾）に手をつけ、ご落胤がいたとする有力説がある。越後長岡藩文書「諸士由緒記」などによると、九里氏の長男・惣右衛門は、別段の召し出しがあり、忠成の書き付け（お墨付き）が与えられていたとする。九里氏の跡式は、次男が相続した。（詳細→ 越後長岡藩の家臣団 の家老連綿・先法以下の上級家臣の項を参照）